# ماكسيميليان فون فراي
ماكسيميليان فون فراي (بالألمانية: Maximilian von Frey)‏ هو عالم وظائف الأعضاء نمساوي، ولد في 16 نوفمبر 1852 في سالزبورغ في النمسا، وتوفي في 25 يناير 1932 في فورتسبورغ في ألمانيا.